# Blanque
Die Blanque ist ein kleiner Fluss in Frankreich, der im Département Aude in der Region Okzitanien verläuft. Sie entspringt unter dem Namen Ruisseau de Parahou im Gemeindegebiet von Saint-Louis-et-Parahou, entwässert anfangs in östlicher Richtung, schwenkt dann unter dem Namen Blanque plötzlich nach Nordwest und verläuft in einer sehenswerten Schlucht an der Westflanke des Pech de Bugarach. Hier bildet sie den Wasserfall Cascade des Mathieux und verschwindet beim Roc de la Beillé für etwa 250 Meter im felsigen Untergrund. Nach Durchquerung des Ortes Bugarach verläuft sie weiter in dem dünn besiedelten Gebiet, wird von der sogenannten Römerbrücke (Pont romain) überspannt und mündet nach insgesamt rund 15 Kilometern an der Gemeindegrenze von Rennes-les-Bains und Sougraigne als linker Nebenfluss in die Sals. Auf ihrem Weg durchquert die Blanque den Regionalen Naturpark Corbières-Fenouillèdes.

## Orte am Fluss
(Reihenfolge in Fließrichtung)
- La Borde Jean-Marie, Gemeinde Saint-Louis-et-Parahou
- Bugarach
- L’Ermitage, Gemeinde Rennes-le-Château